# Château de Roccella Ionica
Le château de Roccella Ionica (en italien Castello di Roccella Jonica ou Castello della Rupetta ou Castello della Rupella ou encore Palazzo Carafa) est une forteresse situé sur la commune de Roccella Ionica, en Italie.

## Histoire
Bâti pendant la période normande par ordre du seigneur de Roccella, Gualtieri de Collepietro, le château resta lié au fief de Roccella Ionica et passa ainsi aux mains de la famille Ruffo de Calabre puis de Galeotto Baldaxi, premier Marquis de Roccella. De 1479 à 1806 il appartint à la famille Carafa della Spina, Princes de Roccella Ionica.
En 1553, la forteresse résista à plusieurs attaques du célèbre amiral turc, Dragut,,,.

## L'église Matrice de saint Nicolas de Bari
L'église Matrice, attenante au château, est dédiée à saint Nicolas de Bari. Elle est bâtie en style baroque ionique et possède des catacombes. L'église possède aussi des autels en marbres polychromes, dont deux ont été déclarés monuments nationaux. L'église est adjacente au palais des princes Carafa auquel elle était reliée par un couloir aujourd'hui détruit.